# ジョバン・バティスタ・ペラッソ

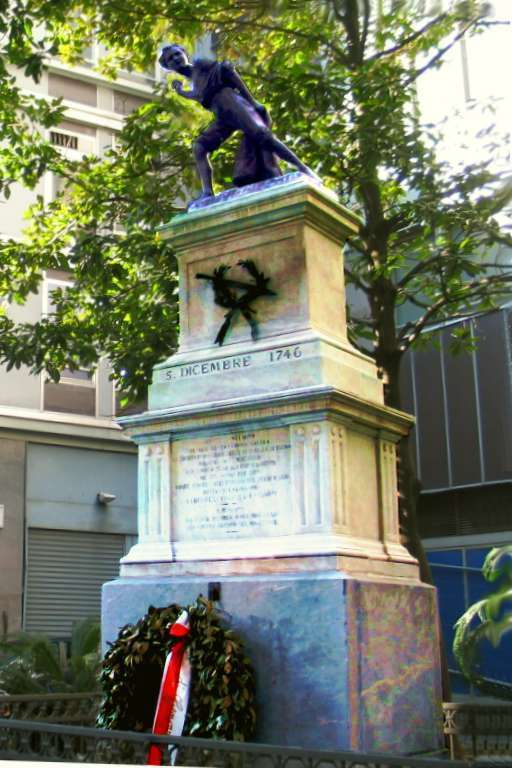
ジェノヴァにあるバリッラの記念像、2008年撮影。

ジョバン・バティスタ・ペラッソ（イタリア語: Giovan Battista Perasso、1729年/1732年 - 1781年）、またはジョバン・バッティスタ・ペラッソ、バリッラ（伊: Balilla）は、ジェノヴァの市民。オーストリア継承戦争中の1746年にジェノヴァの対オーストリア蜂起を引き起こしたことで知られ、20世紀のファシスト党政権が組織したバリッラ全国事業団の名前で用いられた。

## バリッラの一揆

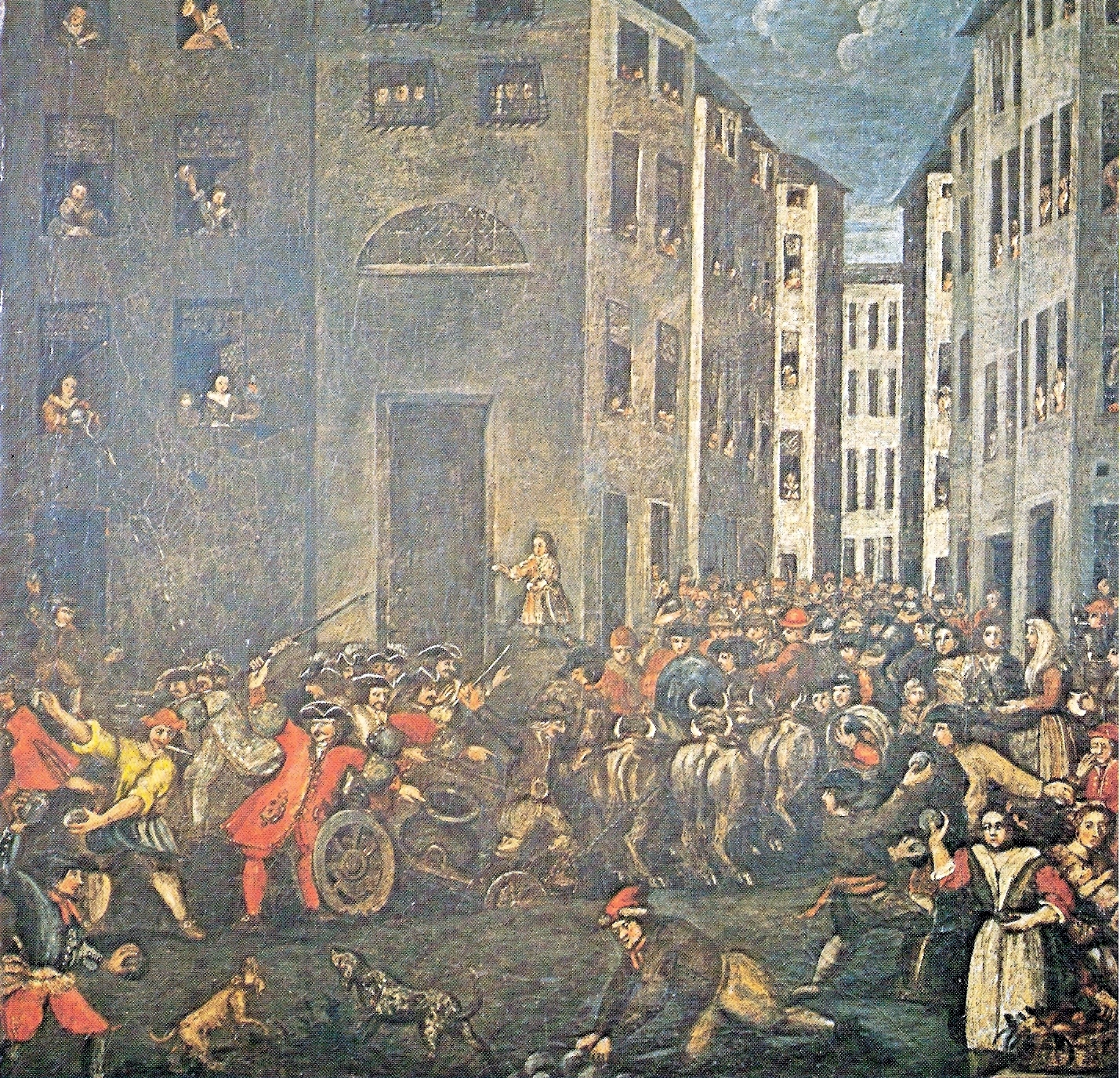
ジェノヴァ市街地のポルトリアで勃発したバリッラの一揆、ジュゼッペ・コモット作。

1746年のジェノヴァ包囲戦により、オーストリア軍はジェノヴァを占領した。しかし、オーストリア軍の統治が圧政だったためジェノヴァ住民は不満を感じた。やがて、1746年12月5日にバリッラがオーストリア兵に投石したのをきっかけに市民反乱が勃発、オーストリア軍が追放された。このきっかけがあったため、ジェノヴァ市民の蜂起は「バリッラの一揆」と呼ばれた。

## 一揆の後
翌年、オーストリア軍はジェノヴァを再び包囲したが、今度は占領に失敗した。
後世では19世紀中期のイタリア統一運動でエリート層によって国民的英雄と称えられた。1847年に作詞・作曲されたマメーリの賛歌（別題「イタリア人達の唱歌」。現在のイタリア国歌）の4番には、外国支配への抵抗を讃える歌詞の中に「バリッラ」が挙げられている。
イタリア統一が成し遂げられた以降は教科書でしばしば現れた。また、ファシスト党統治期では青年の象徴であり、バリッラ全国事業団の名前で用いられた。